# دهستان کادرینا
دهستان کادرینا (به لاتین: Kadrina Parish) یک دهستان در استونی است که در شهرستان لنه-ویرو واقع شده‌است.

## خصوصیات
دهستان کادرینا ۳۲۹٫۲۶ کیلومترمربع مساحت و ۵٬۱۵۶ نفر جمعیت دارد.